# Derviš i smrt
Derviš i smrt é um filme de drama iugoslavo de 1974 dirigido e escrito por Zdravko Velimirović. Foi selecionado como representante da Iugoslávia à edição do Oscar 1975, organizada pela Academia de Artes e Ciências Cinematográficas.

## Elenco
- Voja Mirić - Ahmed Nurudin
- Boris Dvornik - Hassan
- Bata Živojinović - Muselim
- Faruk Begolli - Mullah Yusuf
- Veljko Mandic - Kara Zaim
- Olivera Katarina - Kadinica
- Dragomir Felba - Hadzi Sinanudin
- Pavle Vujisić - Mufti